# Kamenna reka
Kamenna reka (bułg. Каменна река) – wieś w południowej Bułgarii, w obwodzie Chaskowo, w gminie Topołowgrad.
Do 1934 roku miejscowość ta nazywała się Kajały dere.
Kamenna reka jest ośrodkiem wypoczynkowym ze względu na bogate walory przyrodnicze oraz cichość wynikającą z niewielkiej gęstości zaludnienia i daleko oddalonych głównych dróg.